# Mandy Neidig
Mandy Neidig (* 29. September 1981 in Berlin) ist eine deutsche Schauspielerin, die durch ihre Hauptrolle der „Kathi Bender“ in der TV-Seifenoper Herz über Kopf bekannt wurde.
Neidig absolvierte eine Ausbildung zur Einzelhandelskauffrau und war in der Parfüm-Abteilung eines Berliner Kaufhauses tätig, bevor sie in Herz über Kopf mitspielte. Einige Jahre zuvor hatte sie bereits an einem offenen Casting teilgenommen und Erfahrung als Komparsin gesammelt.

## Filmografie
- 2013: Verdachtsfälle (Fernsehserie)
- 2019–2020: Herz über Kopf (Fernsehserie)
- 2020: Gute Zeiten, schlechte Zeiten (Fernsehserie)

## Belege
1. ↑  „Herz über Kopf“ – RTL setzt auf neuartige Crimenovela auf noz.de
2. ↑  Mandy: aus der Parfümerie in die TV-Hauptrolle. In: Hamburger Morgenpost. 18. September 2019. Abgerufen am 22. Juni 2024.
3. ↑  RTL „Herz über Kopf“: Berliner Verkäuferin ist jetzt TV-Star. In: Berliner Woche. 23. August 2019. Abgerufen am 22. Juni 2024.

| Personendaten    | Personendaten           |
| ---------------- | ----------------------- |
| NAME             | Neidig, Mandy           |
| KURZBESCHREIBUNG | deutsche Schauspielerin |
| GEBURTSDATUM     | 29. September 1981      |
| GEBURTSORT       | Berlin                  |